# Fortune Feimster
Emily Fortune Feimster (Charlotte, 1º luglio 1980) è un'attrice, cabarettista e sceneggiatrice statunitense, nota principalmente per la partecipazione al programma NBC Last Comic Standing, per il ruolo di Colette nella serie Fox The Mindy Project e in quanto co-presentatrice, assieme a Tom Papa, del programma radiofonico di Sirius XM What a Joke with Papa and Fortune, nonché per il ruolo di Heather in The L Word: Generation Q, reboot di The L Word.

## Biografia

### Primi anni
Fortune Feimster è nata a Charlotte, Carolina del Nord, da Mike e Ginger Feimster, ha due fratelli maggiori, Price e Jay; il secondo nome "Fortune" le è stato messo in quanto nome da nubile della bisnonna materna. La sua famiglia si trasferisce in seguito a Belmont, dove Feimster frequenta la scuola elementare e il liceo, diplomandosi nel 1998, anno in cui partecipò inoltre al ballo delle debuttanti di Gastonia, Durante gli anni liceali ha praticato la pallacanestro, il softball e il tennis.
Successivamente ha frequentato la William Peace University, all'epoca istituto per sole donne, venendo eletta presidentessa del corpo studentesco, giocando sia nella squadra di calcio che in quella di tennis, laureandosi summa cum laude in comunicazione e venendo designata come oratrice per la cerimonia di laurea nel 2002 assieme all'attrice di Raleigh Emily Procter, con cui è successivamente rimasta in ottimi rapporti.

### Carriera
Dopo aver vissuto in Spagna per un anno, Feimster si è trasferita a Los Angeles a fine 2003, divenendo l'assistente personale della Procter ed iniziando a dedicarsi alla commedia. Dopo aver conosciuto una vicina di casa di Procter, giornalista del Los Angeles Daily News, Feimster ha iniziato una carriera di sette anni nel giornalismo di spettacolo, unendosi inoltre al Groundlings Theatre nel 2005 per studiare improvvisazione e sketch comedy fino ad entrare a far parte ufficialmente della compagnia nel 2009.

## Vita privata
Feimster ha fatto coming out come lesbica nel 2005, all'età di 25 anni. Nel 2016 ha conosciuto l'insegnante d'asilo Jacquelyn Smith, con cui si è fidanzata due anni dopo per poi convolare a nozze il 23 ottobre 2023.

## Filmografia

### Attrice

#### Cinema
- The Secret Lives of Dorks, regia di Salomé Breziner (2013)
- Life in Color, regia di Katharine Emmer (2015)
- La festa prima delle feste (Office Christmas Party), regia di Will Speck e Josh Gordon (2016)
- Zoe ci prova (Social Animals), regia di Theresa Bennett (2018)
- Il padre dell'anno (Father of the Year), regia di Tyler Spindel (2018)
- Pupazzi senza gloria (The Happytime Murders), regia di Brian Henson (2018)
- Deported, regia di Tyler Spindel (2020)
- Invito a cena con disastro (Friendsgiving), regia di Nicol Paone (2020)
- Chick Fight - Le ragazze del ring (Chick Fight), regia di Paul Leyden (2020)
- Barb e Star vanno a Vista Del Mar (Barb & Star Go to Vista Del Mar), regia di Josh Greenbaum (2021)
- Yes Day, regia di Miguel Arteta (2021)
- Sex Appeal, regia di Talia Osteen (2022)
- Family Switch, regia di Amy Krouse Rosenthal (2023)
- Un matrimonio di troppo (You're Cordially Invited), regia di Nicholas Stoller (2025)

#### Televisione
- Last Comic Standing – serie TV, 4 episodi (2010)
- After Lately – serie TV, 14 episodi (2011-2013)
- Chelsea Lately – serie TV, 158 episodi (2011-2014)
- 2 Broke Girls – serie TV, episodio 3x18 (2014)
- Workaholics – serie TV, episodio 4x10 (2014)
- Mulaney – serie TV, 3 episodi (2014)
- Glee – serie TV, episodio 6x11 (2015)
- Hot Girls Walk By – serie TV, episodio 1x05 (2015)
- Married – serie TV, episodio 2x08 (2015)
- Drunk History – serie TV, episodio 3x10 (2015)
- The Mindy Project – serie TV, 39 episodi (2015-2017)
- Chelsea – serie TV, 5 episodi (2016-2017)
- Life in Pieces – serie TV, 7 episodi (2016-2019)
- The Standups – serie TV, episodio 1x02 (2017)
- Nobodies – serie TV, 2 episodi (2017-2018)
- RuPaul's Drag Race – serie TV, 3 episodi (2017-2018)
- Another Period – serie TV, 3 episodi (2017-2019)
- Dear White People – serie TV, episodio 2x04 (2018)
- Champions – serie TV, 10 episodi (2018)
- Claws – serie TV, episodio 2x08 (2018)
- Foursome – serie TV, episodio 4x03 (2018)
- The Fix – serie TV, episodio 1x03 (2018)
- Historical Roasts – serie TV, episodio 1x02 (2019)
- Tales of the City – serie TV, episodio 1x06 (2019)
- American Princess – serie TV, episodio 1x09 (2019)
- Sunnyside – serie TV, episodio 1x07 (2019)
- The L Word: Generation Q – serie TV, 3 episodi (2019-2020)
- Sweet and Salty – special TV (2020)
- Nailed It! – serie TV, episodio 4x02 (2020)
- iCarly – serie TV, episodio 1x04 (2021)
- Awkwafina è Nora del Queens (Awkwafina Is Nora from Queens) – serie TV, 2 episodi (2021)
- Kenan – serie TV, 14 episodi (2021-2022)
- Is it Cake? - Dolci impossibili (Is It Cake?) – serie TV, episodio 1x01 (2022)
- Good Fortune – special TV (2023)
- FUBAR – serie TV, 16 episodi (2023-2025)
- The Sex Lives of College Girls – serie TV, episodio 3x01 (2024)

### Web
- Go-Go Boy Interrupted – webserie, episodio 2x04 (2016)

### Doppiatrice
- Niko e la spada di luce (Niko and the Sword of Light) – serie animata, episodio 2x05 (2018)
- Summer Camp Island - Il campeggio fantastico (Summer Camp Island) – serie animata, 23 episodi (2018-2021)
- Craig (Craig of the Creek) – serie animata, 6 episodi (2018-2022)
- I Simpson (The Simpsons) – serie animata, episodio 31x07 (2019)
- Bless the Harts – serie animata, 26 episodi (2019-2021)
- Soul, regia di Pete Docter (2020)
- I Potenti (The Mighty Ones) – serie animata, episodio 2x04 (2021)
- Q-Force – serie animata, 3 episodi (2021)
- Ada la scienziata (Ada Twist, Scientist) – serie animata, 4 episodi (2021-2022)
- Firebuds – serie animata, 7 episodi (2022)
- Velma – serie animata, 14 episodi (2023)
- StuGo – serie animata, episodio 1x18 (2025)

## Doppiatrici italiane
Nelle versioni in italiano delle opere in cui ha recitato, Fortune Feimster è stata doppiata da:
- Benedetta Degli Innocenti in The Mindy Project, Family Switch
- Ilaria Giorgino in Champions, Sex Appeal
- Francesca Guadagno ne Il padre dell'anno
- Angela Brusa in FUBAR

Da doppiatrice è sostituita da:
- Emilia Costa in Craig
- Chiara Colizzi ne I Simpson
- Flaminia Fegarotti in Soul
- Daniela Calò in Bless the Hearts
- Cristina Giolitti in iCarly